# Jean-Marc Lévy-Leblond
Jean-Marc Lévy-Leblond (Montpellier, 18 de abril de 1940) es un físico y ensayista francés.

## Biografía
Licenciado en la Escuela Normal Superior de París y doctorado en Ciencias Físicas (física teórica) por la Universidad de Orsay (1965), de 1980 a 2002 fue profesor en la Universidad de Niza, donde enseñaba en los departamentos de física, filosofía ycomunicación. Actualmente es director de programas del Colegio Internacional de Filosofía y profesor emérito en la Universidad de Niza Sophia Antipolis.
Sus trabajos académicos se han centrado en física teórica, matemática y epistemología, y ha publicado obras como Quantum, junto con Françoise Balibar, un manual de física cuántica.
Sin embargo es más conocido como ensayista y divulgador de la ciencia, donde ha mantenido la necesidad de hacer accesible el conocimiento científico y el razonar de este, al conjunto de la ciudadanía. En esta faceta ha publicado L'esprit de sel (science, culture, politique) (1984), Mettre la science en culture (1986), Conceptos Contrarios (1996), La pierre de touche (la science à l'épreuve...) (1996) o Impasciences (2000), entre otras obras.
Ha sido miembro del comité editorial de distintas publicaciones, como European Journal of Physics, Speculations in Science and Technology, Fundamenta Scientiae, Euroscientia Forum y Physics and Technology Quest. Es director y creador de las colecciones «Science Ouverte», «Points-Sciences», «Sources du Savoir» y «La Dérivée» de la editorial Seuil (desde 1972). Fundador y director de la revista trimestral Alliage (culture, science, technique), creada en 1989.
Es miembro de la Société française de physique y fue galardonado como Caballero de la Orden de las Artes y las Letras en 1986.